# Maorimorpha sulcata
Maorimorpha sulcata é uma espécie de gastrópode do gênero Maorimorpha, pertencente a família Mitromorphidae.